# 翁彥深
翁彦深（1079年—1141年），北宋崇安人。
翁仲通之子，翁彦约之弟，进士出身。历官秘书少监、太常少卿等。南宋時以太常少卿罷官。